# پارک ملی کنیون‌لندز
پارک ملی کنیون لندز (به انگلیسی: Canyonlands National Park) پارکی طبیعی در ایالت یوتا در ایالات متحده آمریکا است.
این پارک ۱۳۶۶ کیلومتر مربع وسعت دارد.